# Bisbat de Pinsk
El bisbat de Pinsk (belarús: Пінскай дыяцэзіі, llatí: Dioecesis Pinskensis Latinorum) és una seu de l'Església Catòlica a Belarús, sufragània de l'arquebisbat de Minsk-Mahiliou. Al 2013 tenia 42.100 batejats sobre una població de 3.108.000 habitants. Actualment està regida pel bisbe Antoni Dziemianko.

## Territori
La diòcesi comprèn els voblascs Brest i de Hòmiel.
La seu episcopal és la ciutat de Pinsk, on es troba la catedral de l'Assumpció de Santa Maria Verge.
El territori s'estén sobre 72.700 km², i està dividit en 81 parròquies, agrupades en 5 vicariats.

## Història
La diòcesi va ser erigida el 28 d'octubre de 1925 pel papa Pius XI mitjançant la butlla Vixdum Poloniae unitas. Originàriament era sufragània de l'arquebisbat de Vílnius.
El 13 d'abril de 1991, en virtut de la butlla Quia ob rerum del papa Joan Pau II patí diverses modificacions territorials i esdevingué sufragània de l'arquebisbat de Minsk-Mahiliou.
El 5 de juny de 1991 cedí una porció del seu territori a benefici de la diòcesi de Drohiczyn.

## Cronologia episcopal
- Zygmunt Łoziński † (28 d'octubre de 1925 - 26 de març de 1932 mort)
- Kazimierz Bukraba † (10 de juliol de 1932 - 6 de maig de 1946 mort)
  - Wladyslaw Jedruszuk † (16 de febrer de 1967 – 13 d'abril de 1991) (administrador apostòlic)
  - Kazimierz Świątek † (13 d'abril de 1991 - 30 de juny de 2011) (administrador apostòlic)
  - Tadeusz Kondrusiewicz (30 de juny de 2011 - 3 de maig de 2012) (administrador apostòlic)
- Antoni Dziemianko, des del 3 de maig de 2012

## Estadístiques
A finals del 2016, la diòcesi tenia 42.100 batejats sobre una població de 3.108.000 persones, equivalent a l'1,4% del total.
| any  | població | població  | població | sacerdots | sacerdots       | sacerdots       | sacerdots             | diaques | religiosos | religiosos | parròquies |
| ---- | -------- | --------- | -------- | --------- | --------------- | --------------- | --------------------- | ------- | ---------- | ---------- | ---------- |
| any  | batejats | total     | %        | total     | clergat secular | clergat regular | batejats por sacerdot | diaques | homes      | dones      |            |
| 1950 | 319.603  | ?         | ?        | 153       | 153             |                 | 2.088                 |         |            | 35         | 133        |
| 1970 | 88.000   | 174.000   | 50,6     | 81        | 80              | 1               | 1.086                 |         | 1          | 49         | 35         |
| 1999 | 50.000   | 3.100.000 | 1,6      | 33        | 13              | 20              | 1.515                 |         | 13         | 27         | 64         |
| 2000 | 50.000   | 3.100.000 | 1,6      | 33        | 13              | 20              | 1.515                 |         | 31         | 43         | 60         |
| 2001 | 50.000   | 3.100.000 | 1,6      | 33        | 14              | 19              | 1.515                 |         | 31         | 52         | 60         |
| 2002 | 50.000   | 3.100.000 | 1,6      | 40        | 17              | 23              | 1.250                 |         | 35         | 53         | 60         |
| 2003 | 50.000   | 3.100.000 | 1,6      | 40        | 17              | 23              | 1.250                 |         | 37         | 43         | 60         |
| 2004 | 50.000   | 3.100.000 | 1,6      | 43        | 19              | 24              | 1.162                 |         | 41         | 47         | 60         |
| 2013 | 50.000   | 3.110.000 | 1,6      | 52        | 29              | 23              | 961                   |         | 31         | 46         | 76         |
| 2016 | 42.100   | 3.108.000 | 1,4      | 50        | 31              | 19              | 842                   |         | 23         | 51         | 81         |